# Staples (Texas)
Staples es una ciudad ubicada en el condado de Guadalupe en el estado estadounidense de Texas. En el Censo de 2010 tenía una población de 267 habitantes y una densidad poblacional de 68,73 personas por km².

## Geografía
Staples se encuentra ubicada en las coordenadas 29°45′35″N 97°49′26″O / 29.75972, -97.82389. Según la Oficina del Censo de los Estados Unidos, Staples tiene una superficie total de 3.88 km², de la cual 3.87 km² corresponden a tierra firme y (0.27%) 0.01 km² es agua.

## Demografía
Según el censo de 2010, había 267 personas residiendo en Staples. La densidad de población era de 68,73 hab./km². De los 267 habitantes, Staples estaba compuesto por el 85.39% blancos, el 0.75% eran afroamericanos, el 0% eran amerindios, el 0% eran asiáticos, el 1.87% eran isleños del Pacífico, el 11.61% eran de otras razas y el 0.37% pertenecían a dos o más razas. Del total de la población el 41.57% eran hispanos o latinos de cualquier raza.